# Онлајн обрада трансакција
Онлајн обрада трансакција (OLTP) је тип система база података који се користи у апликацијама оријентисаним на трансакције, као што су многи оперативни системи. Термин „онлајн“ се односи на чињеницу да се од ових система очекује да одговарају на корисничке захтеве и обрађују их у реалном времену (обрада трансакција). Овај термин се супротставља онлајн аналитичкој обради (OLAP), која је усмерена на анализу података (на пример, планирање и системи за управљање).

## Значење појма трансакција
Појам „трансакција“ може имати два различита значења, од којих оба могу бити примењива:
- У области рачунара или база података: Означава атомску промену стања, односно скуп операција које се извршавају као једна недељива целина.
- У области пословања или финансија: Обично означава размену економских ентитета, као што су роба, услуге или новац (како га, на пример, користи Transaction Processing Performance Council или у комерцијалним трансакцијама[1]).

OLTP системи често користе трансакције првог типа (атомске промене стања) како би евидентирали трансакције другог типа (економске размене).

## У поређењу са OLAP-ом
OLTP се обично упоређује са онлајн аналитичком обрадом (OLAP), која је генерално карактерисана много сложенијим упитима, мањим обимом података и фокусом на пословну интелигенцију или извештавање, а не на обраду трансакција. Док OLTP системи обрађују све врсте упита (читање, уметање, ажурирање и брисање), OLAP је углавном оптимизован само за читање и можда чак ни не подржава друге врсте упита. OLTP такође функционише другачије од групне обраде (batch processing) и рачунања у мрежи (grid computing).
Поред тога, OLTP се често пореди са онлајн обрадом догађаја (OLEP), која се заснива на дистрибуираним дневницима догађаја како би се обезбедила снажна конзистентност у великим, хетерогеним системима. Док се OLTP повезује са кратким атомским трансакцијама, OLEP омогућава флексибилније обрасце дистрибуције и већу скалабилност, али уз повећану латенцију и без гарантованог горњег временског ограничења за обраду.

## Употреба
OLTP се такође користи за означавање обраде у којој систем одмах одговара на корисничке захтеве. Банкомат (ATM) је пример апликације за обраду комерцијалних трансакција. OLTP апликације имају висок проток и интензивну употребу операција уметања и ажурирања у управљању базама података. Ове апликације истовремено користи на стотине корисника. Кључни циљеви OLTP апликација су доступност, брзина, конкурентност и могућност опоравка (трајност). Смањење папирне документације и брже, тачније предвиђање прихода и расхода су примери како OLTP поједностављује пословање. Међутим, као и многи савремени ИТ системи, неки OLTP системи захтевају офлајн одржавање, што утиче на анализу трошкова и користи.

## Преглед
OLTP систем је приступачан систем за обраду података у савременим предузећима. Примери OLTP система укључују унос наруџбина, малопродајну продају и финансијске трансакције. OLTP системи све чешће захтевају подршку за трансакције које обухватају мреже и могу укључивати више компанија. Због тога савремени OLTP софтвер користи клијентско-серверску обраду и брокерски софтвер, што омогућава да се трансакције извршавају на различитим рачунарским платформама унутар мреже.
Код великих апликација, ефикасан OLTP зависи од софистицираног софтвера за управљање трансакцијама (попут IBM CICS-а) и/или тактика оптимизације базе података које омогућавају обраду великог броја истовремених ажурирања у OLTP бази података.
За још захтевније децентрализоване базе података, ОЛТП (обрада трансакција у реалном времену) брокерски програми могу расподелити обраду трансакција између више рачунара на мрежи. ОЛТП је често интегрисан у архитектуру засновану на услугама (СОА) и веб услуге.
Онлајн обрада трансакција (OLTP) укључује прикупљање улазних информација, обраду података и ажурирање постојећих података како би се одразиле прикупљене и обрађене информације. Данас већина организација користи систем за управљање базама података како би подржала OLTP. OLTP се обавља у клијент-серверском систему.
Онлајн обрада трансакција се бави питањима конкуренције и атомичности. Контроле конкуренције гарантују да два корисника који приступају истим подацима у систему базе података неће моћи да промене те податке истовремено, или ће један корисник морати да чека да други заврши обраду пре него што направи промену на тим подацима. Контроле атомичности гарантују да ће сви кораци у оквиру трансакције бити успешно завршени као целина. То значи да, ако било који корак трансакције не успе, сви остали кораци такође морају да не успеју.

## Дизајн система
За пројектовање OLTP система, дизајнер мора осигурати да велики број истовремених корисника не утиче на перформансе система. Да би се побољшале перформансе OLTP система, потребно је избегавати претерану употребу индекса и кластера.
Кључни елементи за перформансе OLTP система укључују:
1. Rollback сегменти: Делови базе података који бележе радње трансакција у случају да трансакција буде враћена. Они обезбеђују конзистентност читања, поништавање трансакција и опоравак базе података.[7]
2. Кластери: Шеме које садрже једну или више табела са заједничким колонама. Кластеризација табела побољшава перформансе спајања података (join).[8]
3. Дискретне трансакције: Одлажу све промене података док се трансакција не потврди, чиме се побољшава перформанса кратких, недистрибуираних трансакција.[9]
4. Величина блокова: Величина блока података треба да буде вишекратник величине блока оперативног система, како би се избегло непотребно I/O.[10]
5. Величина кеша за бафер: SQL упити треба да буду подешени тако да користе кеш базе података како би се избегла непотребна потрошња ресурса.[11]
6. Динамичка алокација простора табелама и rollback сегментима.
7. Монитори за обраду трансакција и multithreaded сервери: Користе се за координацију услуга на високом нивоу детаља и могу радити на више рачунарских уређаја.[12]
8. Партиције базе података: Побољшавају перформансе за локације са редовним трансакцијама уз одржавање доступности и сигурности.
9. Тјунинг базе података: Омогућава максималне перформансе OLTP система на што ефикаснији начин.